# Grand Prix Kranj 2011
Il Grand Prix Kranj 2011, quarantaquattresima edizione della corsa, valido come evento dell'UCI Europe Tour 2011 categoria 1.1, si svolse il 2 luglio 2011 su un percorso di 177,3 km. Fu vinto dall'italiano Simone Ponzi, che giunse al traguardo con il tempo di 4h14'57" alla media di 41,72 km/h.
Al traguardo 69 ciclisti portarono a termine il percorso.

## Ordine d'arrivo (Top 10)
| Pos. | Corridore           | Squadra       | Tempo    |
| ---- | ------------------- | ------------- | -------- |
| 1    | Simone Ponzi        | Liquigas      | 4h14'57" |
| 2    | Luka Mezgec         | Sava          | s.t.     |
| 3    | Blaž Furdi          | Adria Mobil   | s.t.     |
| 4    | Jure Kocjan         | Type 1-Sanofi | s.t.     |
| 5    | Maximiliano Richeze | D'Angelo      | s.t.     |
| 6    | Davide Cimolai      | Liquigas      | a 19"    |
| 7    | Aleksej Catevič     | Itera-Katusha | s.t.     |
| 8    | Tomáš Danacík       | PSK Whirlpool | s.t.     |
| 9    | Alberto Di Lorenzo  | Meridiana     | a 56"    |
| 10   | Vlado Kerkez        | Sava          | s.t.     |